# Camponotus caffer
Camponotus caffer är en myrart som beskrevs av Carlo Emery 1895. Camponotus caffer ingår i släktet hästmyror, och familjen myror. Inga underarter finns listade.